# Baltimoore
Baltimoore är ett svenskt rockband som leds av sångaren Björn Lodin. Lodin fick ursprungligen ett erbjudande från
Elektra Records 1987 att spela in ett soloalbum, men Lodin ville spela in det under namnet Baltimoore istället för under sitt eget namn.

## Biografi
1992 flyttade Lodin till Åland, där han träffade den bulgariska gitarristen Nikolo Kotzev. De gick ihop och skapade ytterligare två Baltimoore-skivor: Double Density och Thought for Food. På grund av personliga och musikaliska skäl lämnade Kotzev bandet 1994 för att starta ett eget band, Brazen Abbot. Baltimoore låg sedan på is fram till år 2000, då Lodin gjorde comeback med Original Sin, samtidigt som han flyttade tillbaka till Sverige.
2006 lämnade man sitt finska skivbolag Lion Music för att starta ett eget skivbolag, BLP Music, under vilket de kommande albumen Kaleidoscope och X (båda från 2006), gjordes. Lodin medverkade sedan på albumet "Chameleon" av Balls innan han 2008 började arbeta med ett nytt Baltimoore-album som släpptes 2009 och heter Quick Fix.

## Medlemmar
Nuvarande medlemmar
- Björn Lodin – sång (1987–1995, 2000–idag)
- Weine Johansson – basgitarr (1991–1995, 2000–idag)
- Mårten Ronsten – trummor (?–idag)
- Mats Attaque – sång, gitarr (?–idag)[4]

Tidigare medlemmar
- Stefan Bergström – gitarr (1989–1990, 2004–?)
- Thomas Larsson – gitarr (1989, 2000–2003, 2006–?)
- Nikolo Kotzev – gitarr, keyboard (1992–1994)[4]
- Mats Olausson – keyboard (1989–1990)
- Lars Pollack – keyboard (1992)
- Örjan Fernkvist – keyboard (1988, 2001, 2009–?)
- Ulf Widlund – basgitarr (1989)
- Anders Åström – basgitarr (1989)
- Jenny Wikström – basgitarr (1990)
- Nikolai Kardzhilov (Koko) – basgitarr (1992)
- Rolf Alex – trummor (1989–1991)
- Jamie Borger – trummor (1992)
- Ian Haugland – trummor (1994, 2001–2003)
- Mankan Sederberg – gitarr (2004–?)
- Hempo Hildén – trummor (2004–?)
- Klas Anderhell – trummor[1]

## Diskografi
Studioalbum
- There's No Danger on the Roof (1989)
- Freak (1990)
- Baltimoore III: Double Density (1992)
- Thought for Food (1994)
- Original Sin (2000)
- The Best of Baltimoore (2001)
- Ultimate Tribute (2003)
- Fanatical (2005)
- Kaleidoscope (2006)[5]
- X (2006)
- Quick Fix (2009)[2]
- Back for More (2014)[1]

Singlar
- "Blue Moon" / "Happy Times" (1988)
- "Blues Is Just the Same" / "Hey Bulldog" (1998)

Samlingsalbum
- The Best of Baltimoore (2001)
- 1.1 (2015)[6]